# Constante de masa atómica
En física y química, la constante de masa atómica, mu, es un doceavo de la masa de un átomo no enlazado de carbono-12 en reposo y en su estado basal. Sirve para definir la unidad de masa atómica y es, por definición, igual a 1 u. El valor recomendado por CODATA en 2014 es de {\displaystyle 1,660539040(20)\cdot 10^{-27}} kg.
En la práctica, la constante de masa atómica es determinada como la razón de la masa del electrón en reposo me con la masa atómica relativa del electrón Ar(e) (que es, la masa del electrón en una escala donde 12C = 12). La masa atómica relativa del electrón puede ser medida en experimentos de ciclotrón, mientras que la masa del electrón en reposo puede ser derivada de otras constantes físicas.
{\displaystyle m_{\rm {u}}={\frac {m_{\rm {e}}}{A_{\rm {r}}({\rm {e}})}}={\frac {2R_{\infty }h}{A_{\rm {r}}({\rm {e}})c\alpha ^{2}}}}
La incertidumbre actual en el valor de la constante de masa atómica – una parte en 20 millones – se debe casi enteramente a la incertidumbre en el valor de la constante de Planck.

## Equivalentes de energía
La constante de masa atómica puede ser expresada también como su equivalente energético, que es muc2. Los valores recomendados por CODATA en 2010 son:
1.492 418 062(18)×10−10 J
931.494061(21) MeV
El megaelectronvoltio (MeV) es comúnmente utilizado como una unidad de masa en física de partículas, y estos valores son importantes también para la determinación práctica de las masas atómicas relativas. Aunque las masas atómicas relativas son definidas para átomos neutros, son medidas (mediante espectrometría de masas) para iones: así, los valores medidos deben ser corregidos por la masa de los electrones que fueron removidos de los iones, y también para el equivalente en masa de la energía de amarre de los electrones, Eb/muc2. La energía de amarre total de los seis electrones en un átomo de carbono-12 es de 1030.1089 eV = 1.650 4163×10−16 J: Eb/muc2 = 1.105 8674×10−6, o alrededor de una parte en 10 millones de la masa del átomo.